# Santuario de Nuestra Señora de la Consolación (Tices)
El Santuario de Nuestra Señora de la Consolación de Tices es un santuario ubicado en la pedanía de Tices, perteneciente al municipio almeriense de Ohanes, en España.
Está situado a 5 km de Ohanes, por la carretera provincial AL-3404 que une el municipio con Abla, por el puerto de Santillana. Junto a pequeños grupos de cortijos situados en su entorno, se presenta como uno de los escasos ejemplos de construcciones religiosas apartadas del núcleo de población.

## Historia
El Santuario se construyó sobre el solar de una ermita, dedicada a San Marcos. Su construcción tiene lugar entre los años 1800 y 1803. Actualmente está dedicado a la patrona de Ohanes, Nuestra Señora de la Consolación.
De la existencia de la ermita hay constancia en Tices desde el año 1625 por el Libro de Apeos y Población y por dos acuerdos del Consejo de 1625 y 1632. Es un monumento suntuoso con dos torres, diversos altares y un camarín de mármol de cantera rosa extraída de Montenegro; en el exterior dispone de amplios jardines y una hermosa fuente con la imagen del Corazón de Jesús.
Se trata de un Templo que con su estilo colonial, contrasta fuertemente con los secanos de la sierra y sus modestos cortijos dedicados  a la agricultura y ganadería. En la Ermita de Tices pasan gran parte del año los patrones de Ohanes, San Marcos y la Virgen de Consolación.
En agosto de 2023 se inició el proceso para su inclusión en el catálogo BIC.

## Descripción
Presenta planta centralizada a la que se agregan el presbiterio y la zona de los pies de la iglesia en la que se ubica el coro sobre arco carpanel. En las esquinas achaflanadas del interior se disponen cuatro puertas que permiten el acceso a cuatro balcones situados sobre estas y que se abren en el muro con arcos de medio punto. Tras el presbiterio se encuentra en alto un camarín y al que se accede por una doble escalera situada a la izquierda. Alrededor de la cabecera se disponen una serie de habitaciones que se continúan tras la iglesia con dos viviendas, la del ermitaño y la del capellán que poseen sendos patios. Las torres no se presentan en línea con la fachada principal que flanquean sino oblicuas a esta. Son perforadas por ventanas adinteladas, de planta cuadrada en la parte inferior, modifican su sistema en el cuerpo de campanas: las esquinas se cortan y se introducen ligeramente con respecto al plano de las caras, en cada una de las cuales se abre un vano y se coronan por pequeñas cúpulas. Entre las torres y las dependencias adosadas al templo se sitúa, a cada lado del mismo, un pórtico o galería muy simple que consta de dos arcos apoyados en pilares.
La puerta se encuentra enmarcada por dos pilastras y en el centro del dintel figura un óvalo con el anagrama del Ave María. Dedicado a Nª Sª de Consolación.

## Leyendas

### El Soldado
La leyenda cuenta que un soldado de Beires que regresaba de la guerra de Italia a finales del siglo XVI o principios del siguiente, transportaba en su mochila una pequeña imagen de la Virgen; se sentó a descansar en el lugar donde había estado construida la antigua Ermita de San Marcos y cuando el soldado quiso seguir su camino, misteriosamente no pudo levantar su mochila, ), pidió ayuda y entre varios hombres no lograron levantarla, lo que para todos fue un  signo milagroso de que la Virgen no quería abandonar aquellos parajes.

### Visita del Arzobispo
Durante la visita pastoral de 1797, el arzobispo D. Juan Manuel Moscoso y Peralta se vio aquejado por unos fuertes dolores (Mal del Miserere, lo que hoy llamamos Apendicitis)  y estando en Ohanes cuenta la tradición que se alivió milagrosamente gracias al aceite de una lámpara del Santuario de Tices, como agradecimiento a su curación mandó edifificar la actual Ermita de Tices y colocó en la fuente que hay frente a la entrada unos mascarores incas que él había traído de Perú (su país de nacimiento).
Aunque el apoyo del arzobispo fue decisivo para la ornamentación del templo, la obras fueron costeadas con los fondos librados de la Tesorería de Fábricas de la Alpujarra. En 1800 se aprobó la construcción del santuario y el proyectó fue realizado por el arquitecto Juan Puchol, que también asumió la dirección de las obras, mientras que Francisco Romero fue nombrado aparejador. Por su parte, la obra de cantería fue ejecutada por José González.

### El Cerro de Montenegro
La Ermita posee un maravilloso altar construido de mármol de cantera rosa extraída del Cerro de Montenegro (próximo al Santuario), cuenta la leyenda que cuando se acabó de realizar el Altar, la cantera se quedó sin mármol.

### Ubicación de la Ermita de Tices
La ubicación de la Ermita de Tices, que durante su construcción fue justo sobre la frontera entre los términos municipales de Canjáyar y Ohanes, llevó a muchas polémicas a ambos pueblos. Dichos municipios luchaban por la pertenencia del edificio, de forma ambos ayuntamientos buscaban la inclusión dentro de su demarcación. Tras largas disputas, la tradición afirma que se acordó llevar un burro a la puerta del santuario, y según hacia qué lado decidiera caminar se determinaría a cual de los municipios se le otorgaría la localización.